# Eva Ingeborg Scholz
Eva Ingeborg Scholz, född 16 februari 1928 i Berlin, död 21 mars 2022, var en tysk skådespelare. Scholz började arbeta som filmskådespelare under 1940-talets slut. Hon gjorde en liten roll i en DEFA-produktion 1947, men redan 1948 kunde hon ses i huvudroller. Scholz medverkade fram till 2010-talet regelbundet i tyska filmer och TV-produktioner.

## Filmografi, urval
- 1948 – Här va're cirkus!
- 1954 – 08/15
- 1955 – Autostradaligan
- 1955 – Djävulens general
- 1955 – Operation OKH
- 1970 – Den amerikanske soldaten
- 1978–1980 – Den gamle deckarräven (TV-serie)